# Regiunea Haskovo
Haskovo este o regiune (oblast) în sudul Bulgariei. Se învecinează cu regiunile Kârgeali, Plovdiv, Stara Zagora, Sliven și Iambol. Este situată pe granița Bulgariei cu Grecia și cu Turcia. Capitala sa este orașul omonim.

### Obștina Haskovo
1. ↑  GeoNames, accesat în 9 iulie 2017